# Иске-Мунча
Иске-Мунча — деревня в Мензелинском районе Татарстана. Входит в состав Кадряковского сельского поселения.

## География
Находится в восточной части Татарстана, в 29 км к юго-западу от районного центра — города Мензелинск у речки Мензеля.

## История
Известна с 1739 года, первоначальное название Сентяк. 
До 1860-х годов жители относились к сословию государственных крестьян. Основные занятия жителей в этот период — земледелие и скотоводство, были распространены изготовление лаптей, извоз.
Жители приняли активное участие в Крестьянской войне 1773—1775 годов. 
В «Списке населенных мест по сведениям 1870 года», изданном в 1877 году, населённый пункт упомянут как деревня Сентяк (Искимунчи) 5-го стана Мензелинского уезда Уфимской губернии. Располагалась при речке Мензеле, между левой стороной почтового тракта из Мензелинска в Елабугу и правой — Бирско-Мамадышского, в 28 верстах от уездного города Мензелинска и в 22 верстах от становой квартиры в деревне Кузекеева (Кускеева). В деревне, в 46 дворах жили 301 человек, татары (141 мужчина и 160 женщин), была водяная мельница. Жители занимались плетением лаптей.
По сведениям 1884 года, в деревне работала водяная мельница; земельный надел сельской общины составлял 997 десятин.
Известно, что конце XIX века часть жителей-кряшен перешла обратно в ислам. 
До 1920 года деревня входила в Старо-Мазинскую волость Мензелинского уезда Уфимской губернии. С 1920 года в составе Мензелинского кантона ТАССР. С 10 августа 1930 года в Мензелинском, с 10 февраля 1935 года в Ворошиловском, с 29 ноября 1957 года в Яна-Юльском, с 12 октября 1959 года в Мензелинском районах.
В 1930 году в деревне был организован колхоз, с 2006 года деревня в составе общества с ограниченной ответственностью «Агрофирма «Мензелинские зори».

## Население
| 1795 | 1859 | 1870 | 1906 | 1920 | 1926 | 1938 | 1949 | 1958 | 1970 | 1979 | 1989 | 2002 | 2010 | 2017 |
| ---- | ---- | ---- | ---- | ---- | ---- | ---- | ---- | ---- | ---- | ---- | ---- | ---- | ---- | ---- |
| 91   | 253  | 301  | 441  | 437  | 423  | 292  | 142  | 116  | 119  | 102  | 41   | 36   | 29   | 37   |

Национальный состав села — татары.

## Экономика
Жители деревни работают преимущественно в обществе с ограниченной ответственностью «Агрофирма «Мензелинские зори», занимаются животноводством, растениеводством.